# Stefan Engel (Mediziner)
Stefan Engel (* 7. November 1878 in Reichenbach, Provinz Schlesien; † 22. Februar 1968 in London) war ein britischer Kinderarzt deutsch-jüdischer Herkunft.

## Leben
Stefan Engel, 1897 Abiturient am Reichenbacher Gymnasium, studierte ab 1898 Medizin an den Universitäten Breslau, Würzburg und München, das er 1902 mit dem Staatsexamen abschloss. Nach einer Assistenztätigkeit am Pathologisch-Anatomischen Institut der Universität Breslau wurde er dort 1904 zum Dr. med. promoviert. Im Folgejahr erhielt er eine Oberarztstelle bei Arthur Schloßmann am Säuglingsheim in Dresden, 1907 wechselte er in gleicher Funktion zum neu gegründeten Kinder- und Säuglingskrankenhaus der Medizinischen Akademie in Düsseldorf. 1910 habilitierte er sich dort zum Privatdozent für Kinderheilkunde, 1912 wurde er zum außerordentlichen Professor ernannt.
Nachdem Engel im Ersten Weltkrieg als Oberstabsarzt in Russland, Polen und Frankreich, ausgezeichnet mit dem Eisernen Kreuz 1. Klasse und anderen Orden, gedient hatte, wurde ihm im März 1918 die Leitung der Kinderklinik der Städtischen Krankenanstalten in Dortmund übertragen. 1930 gründete er die Zeitschrift Kinderärztliche Praxis, 1933 wurde er nach der Machtübergabe an die Nationalsozialisten aus dem Klinikdienst entlassen. Engel arbeitete in der Folge als unbesoldeter Chefarzt an der Jüdischen Poliklinik in Berlin, bevor er 1936 nach Großbritannien emigrierte, wo er am Great Ormond Street Hospital in London eine Anstellung fand.
Stefan Engel – er wurde als Mitglied in die Royal Society of Medicine in London aufgenommen – wurde nach 1963 durch die Verleihungen der Ehrendoktorwürde der Universität zu Köln, der Ehrenbürgerschaft der Stadt Düsseldorf, der Ehrenmitgliedschaften der Deutschen Tuberkulose-Gesellschaft, der Rheinisch-Westfälischen Tuberkulose-Gesellschaft sowie der Deutschen Gesellschaft für Kinderheilkunde gewürdigt. Engel befasste sich zu Beginn seiner wissenschaftlichen Laufbahn intensiv mit der Pathologie und Therapie der Tuberkulose im Kindesalter, wobei er erkannte, dass frische Luft Besserung im Krankheitsverlauf zur Folge hat. Als Leitender Spitalsarzt galt sein Einsatz der Modernisierung und dem Ausbau der Klinik, so wurden beispielsweise Tageskrippen und Tageskindergärten eingerichtet.
Die Deutsche Gesellschaft für Sozialpädiatrie und Jugendmedizin e. V. rief zu seinem Gedächtnis den mit 5000 Euro dotierten – gestiftet vom Kircheim-Verlag Mainz – Stefan-Engel-Preis ins Leben.

## Schriften
- Über die Beziehungen zwischen Trauma und Gewächsbildung im Gehirn. Breslauer Genossenschafts-Buchdruckerei, 1904. (Dissertation)
- Die Pathologie der Kindertuberkulose. 1909.
- Grundriss der Säuglingskunde: Ein Leitfaden für Schwestern. 2. Ausgabe, Bergmann, 1915.
- Die Ernährung der Säuglings: eine kurze Darstellung zum praktischen Gebrauche für Studierende und Ärzte. Bergmann, 1917.
- Die okkulte Tuberkulose im Kindesalter, dargestellt auf Grund klinischer und experimenteller Untersuchungen. J. A. Barth, 1923.
- Konstitutionsanomalien und Stoffwechselkrankheiten nebst den Erkrankungen des Blutes und der blutbereitenden Organe sowie den Verdauungskrankheiten jenseits des Säuglingsalters. G. Thieme, 1924.
- Mit Marie Baum: Grundriss der Säuglingskunde und Kleinkinderfürsorge. 13. Ausgabe, Bergmann, 1927.
- Mit Ludwig Schall: Handbuch der Röntgen-Diagnostik und -Therapie im Kindesalter, unter Mitwirkung von Fachgenossen. G. Thieme, 1932.